# El-Lahun
El-Lahun eller Kahun (arabiska: كاهون) ligger i Faijum, cirka 100 kilometer söder om Kairo, Egypten. Kahun var platsen för arbetarnas bostäder under byggandet av pyramiden för Senusret II (även stavad Sesostris II) och ligger i närheten av den nutida byn el-Lahun (arabiska: لاهون) och därmed oftast känd under detta namn. Cirka 800 meter från Kahun ligger själva pyramiden, känd som Pyramiden i Lahun.
Liksom andra pyramider från Egyptens tolfte dynasti i Faijum, är pyramiden i Lahun gjord av lertegel. Pyramidens kärna är upprättad av stenväggar kompletterade med lertegel. På platsen finns dessutom ett pyramidtempel och flera gravar, mastabor.
Under utgrävningarna av området hittades Kahun-papyrusen, bestående av cirka 1 000 fragment, omfattande legala och medicinska ämnen. Under ytterligare utgrävningar av egyptiska arkeologer i området 2009 upptäcktes ett förråd av mumier i färgglada kistor från faraonisk tid i den sand som omger pyramiden.

## Bilder från Lahun

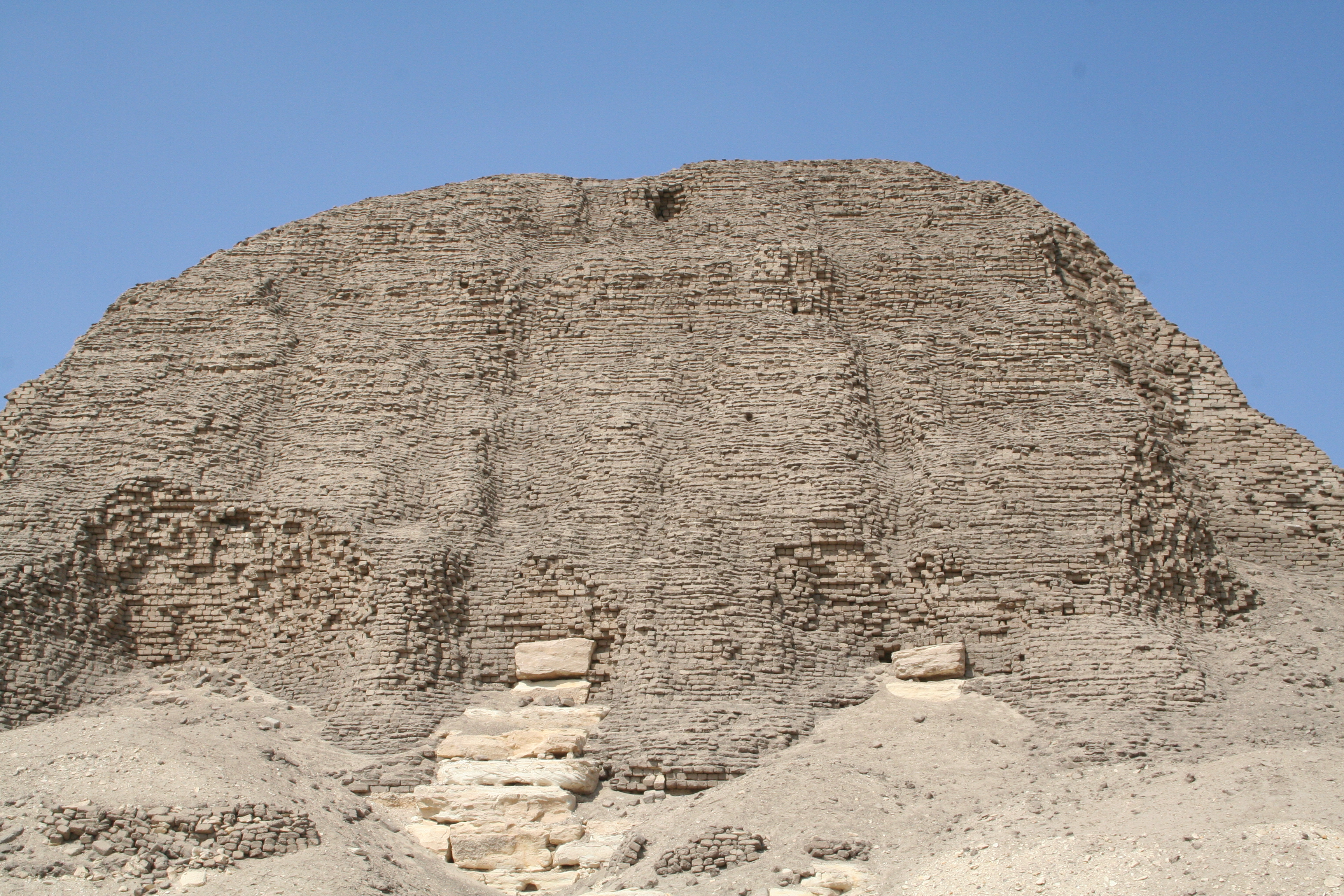
Pyramiden i Lahun
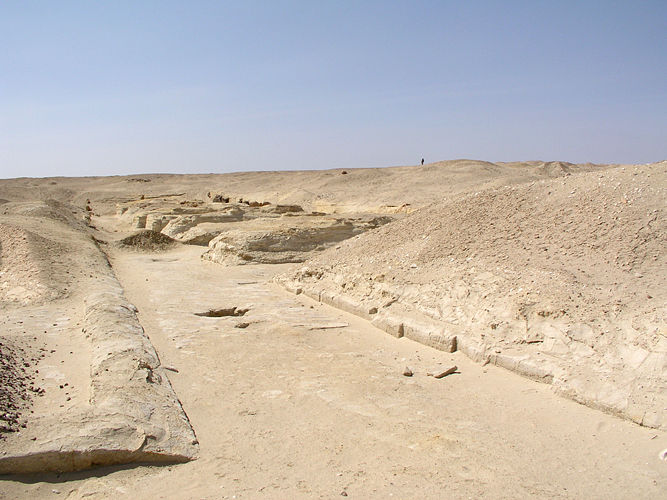
Mastaba vid Lahun
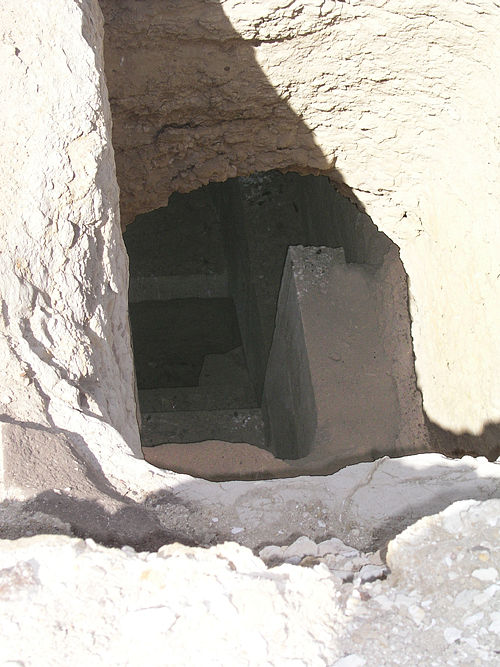
Ingången till pyramiden
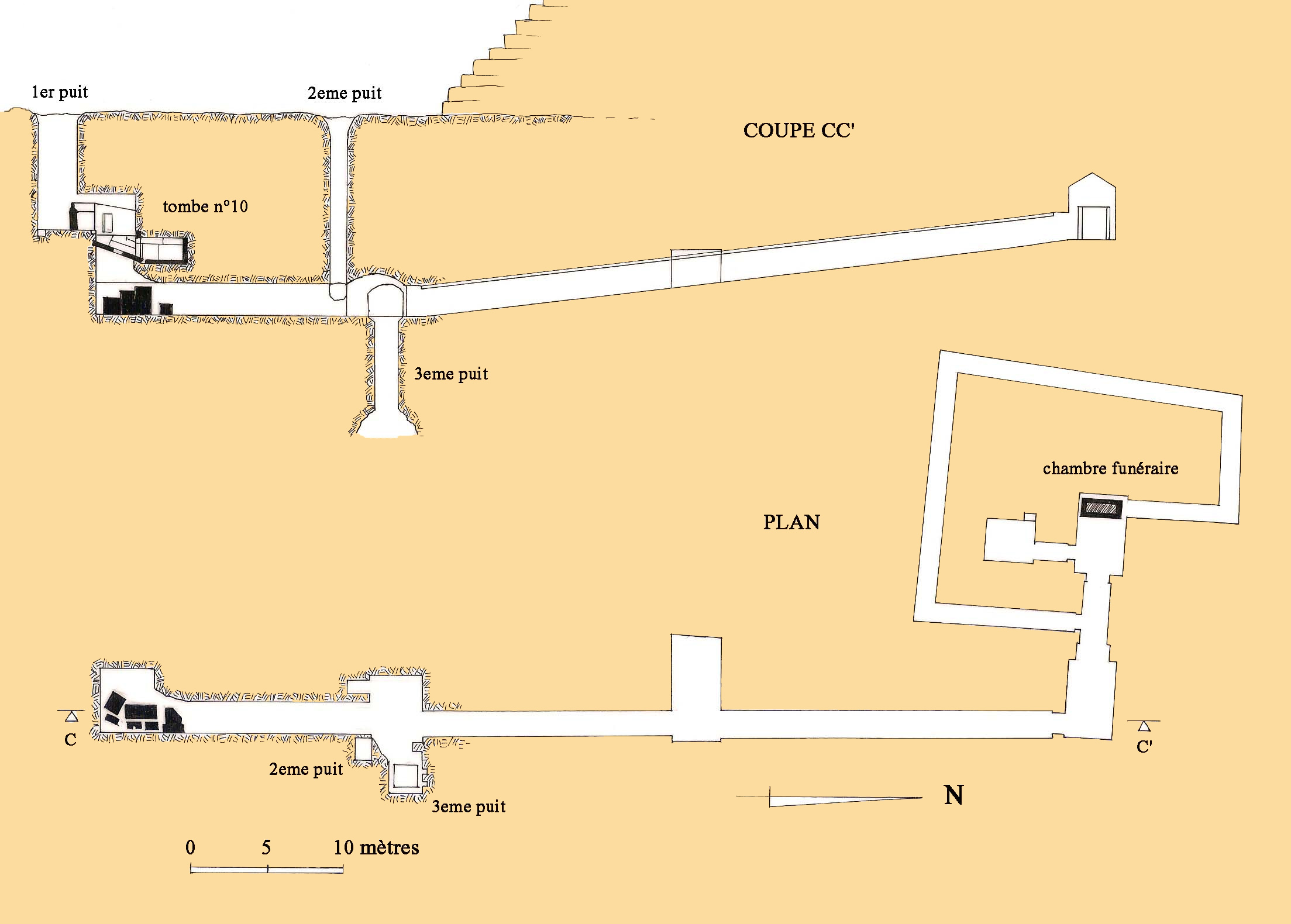
Tvärskiss över pyramiden
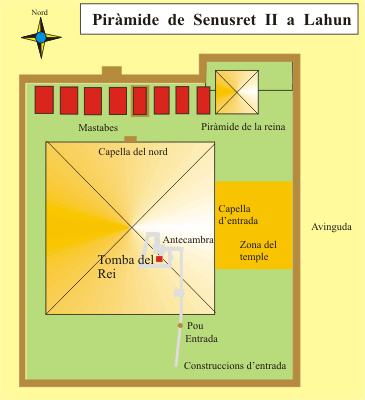
Planskiss över pyramidområdet